# Pacy-sur-Eure
Pacy-sur-Eure is een gemeente in het Franse departement Eure (regio Normandië). De plaats maakt deel uit van het arrondissement Évreux. In de gemeente wordt Boursin-kaas geproduceerd. Op 1 januari 2017 werd de per die datum opgeheven gemeente Saint-Aquilin-de-Pacy aan Pacy-sur-Eure toegevoegd. Pacy-sur-Eure telde op 1 januari 2022 4.975 inwoners.

## Geografie
De oppervlakte van Pacy-sur-Eure bedroeg op 1 januari 2022 22,03 vierkante kilometer; de bevolkingsdichtheid was toen 225,8 inwoners per km².

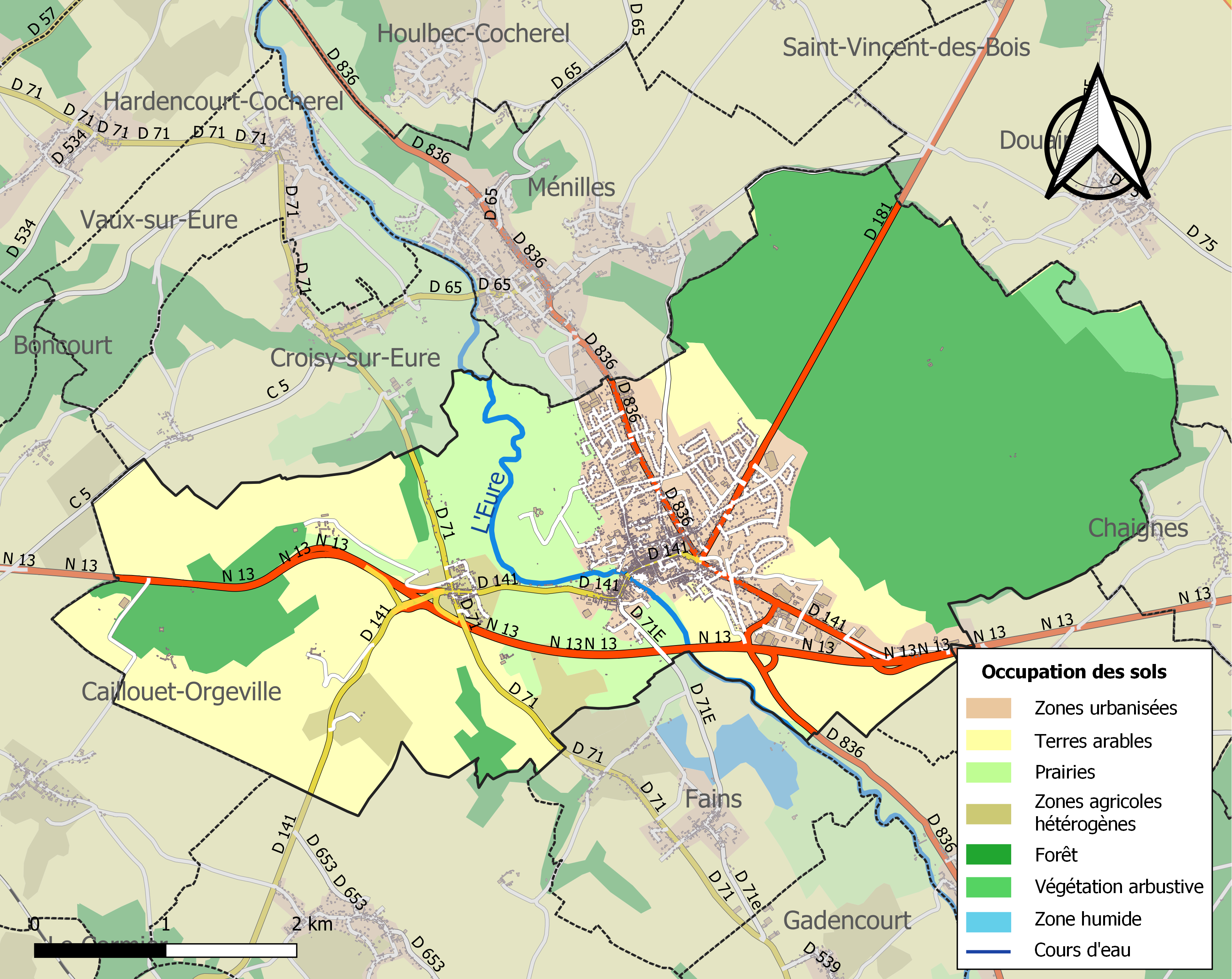
Kaart van de gemeente met belangrijkste infrastructuur, bodemgebruik en omliggende gemeenten

## Demografie
Onderstaande figuur toont het verloop van het inwonertal (bron: INSEE-tellingen).